# George H. W. Bush chỉ trích bông cải xanh

George H. W. Bush năm 1989

Trong nhiệm kỳ tổng thống thứ 41 của Hoa Kỳ, George H. W. Bush thường xuyên đề cập đến việc ông có ác cảm với bông cải xanh, với câu nói nổi tiếng: "Tôi không thích bông cải xanh. Và tôi đã không thích nó từ khi còn nhỏ. Và mẹ tôi từng bắt ép tôi phải ăn. Bây giờ tôi đã là tổng thống của Hoa Kỳ. Và tôi sẽ không ăn thêm miếng bông cải xanh nào nữa!" Quan điểm của Bush về bông cải xanh bị coi là đã không bắt kịp thời cuộc đối với người Mỹ vì bông cải xanh khi ấy đang dần phổ biến và được coi là "rau củ của thập niên 80".

## Bình phẩm
George H. W. Bush từng là tổng thống thứ 41 của Hoa Kỳ từ năm 1989 đến năm 1993. Trong nhiệm kỳ tổng thống của mình, ông hay nhắc đến việc bản thân không thích bông cải xanh. Lần đầu tiên ông nói tới chuyện này là vào tháng 3 năm 1990, Bush đã nói đùa rằng người làm trong Văn phòng Quản lý Nhân sự của Chính phủ Mỹ sẽ được trả lương thưởng bằng "bông cải xanh". Ngay sau đó, U.S. News & World Report đưa tin một câu chuyện nói rằng Bush đã cấm bông cải xanh trên chuyên cơ tổng thống.

Có tờ báo châm biếm rằng những người ủng hộ đồ ăn vặt và bài trừ rau củ, giờ đây chắc chắn sẽ coi Bush là cử tri của họ. Vào ngày 22 tháng 3, khi được hỏi liệu ông có sợ mất đi phiếu bầu vì câu đùa hay không, Bush nói:
Nghe này, đây là phát biểu cuối tôi dành cho bông cải. Ngay lúc này đây, có những xe tải đang chở bông cải xanh đi vào Washington. Gia đình tôi thì chia phe. Tôi không thích bông cải xanh. Và tôi đã không thích nó từ khi còn nhỏ và mẹ tôi từng bắt ép tôi phải ăn. Bây giờ tôi đã là tổng thống của Hoa Kỳ và tôi sẽ không ăn thêm miếng bông cải xanh nào nữa!
Nhưng mà, cho mấy phiếu bầu bông cải ngoài kìa. Barbara thì có thích bông cải. Bà ấy cố ép tôi ăn cho được. Chính bà đã ăn món đấy nhiều lần. Nên là, bà ấy có thể đi ra ngoài và gặp gỡ những thùng xe chở bông cải xanh đang tiến vào Washington.
Để đáp lại, những người trồng bông cải xanh ở California, nơi sản xuất hơn 90% bông cải xanh của Mỹ, đã cam kết sẽ gửi một số xe tải chở rau đến Nhà Trắng. George Dunlop, chủ tịch Hiệp hội rau quả tươi Hoa Kỳ, đã tặng Đệ nhất phu nhân Barbara Bush một "bó hoa" bông cải xanh và thêm 10 tấn rau trên xe tải. Vài ngày sau, Bush tổ chức quốc yến chiêu đãi Tadeusz Mazowiecki, thủ tướng Ba Lan. Các nhà báo để ý rằng không có bông cải xanh trong thực đơn vì hàng tấn bông cải được tặng trước đó đã được quyên góp cho Ngân hàng Thực phẩm Thủ đô. Bush còn so sánh thói ăn cầu kỳ của mình với cuộc biểu tình ở Ba Lan chống lại chủ nghĩa toàn trị. Sau những bình phẩm của Bush, bông cải xanh đã ngày càng được ưa chuộng, với doanh số bán tăng 10%. Một giám đốc kinh doanh siêu thị nói với Los Angeles Times rằng "Bông cải xanh chưa bao giờ được quảng bá nhiều đến vậy".
Giống như Ba Lan đã nổi dậy chống lại chủ nghĩa toàn trị, tôi cũng đang nổi dậy chống lại bông cải xanh và tôi từ chối nhượng bộ.
Bông cải xanh trở nên phổ biến ở Hoa Kỳ và được Gary Lucier của Bộ Nông nghiệp gọi là "rau củ của thập niên 80". Mức tiêu thụ bông cải xanh đã tăng gấp đôi trong thập kỷ đó, tăng từ mức trung bình hàng năm là 3 pound (1,4 kg) mỗi người vào năm 1980 lên 6,8 pound (3,1 kg) mỗi người vào năm 1988. Vì những bình phẩm của Bush, bông cải xanh thường được gọi là "rau chính trị".
Khi được hỏi về tác động của những lời bình phẩm đối với trẻ em, Barbara Bush trả lời rằng: "Ông ấy [Bush] đã phải ăn bông cải xanh cho đến khi 60 tuổi. Hãy bảo chúng [trẻ em] hãy cứ ăn cho đến khi chúng 60 tuổi." Những lời bài trừ bông cải xanh của Bush sau đó đã bị chỉ trích và mở ra một cuộc tranh luận trên toàn quốc về thói quen ăn uống của ông, đặc biệt là việc ông thích những thực phẩm không lành mạnh như thịt bò khô. Michael F. Jacobson, giám đốc điều hành của Trung tâm Khoa học vì lợi ích công cộng, gọi tuyên bố của Bush là "một trò đùa ngu ngốc làm suy yếu nỗ lực nghiêm túc nhằm thúc đẩy dinh dưỡng tốt hơn..." Công ty Campbell Soup và tạp chí Woman's Day đã tổ chức cuộc thi nấu ăn mang tên "Làm thế nào để Tổng thống Bush ăn Bông cải xanh"; người chiến thắng nhận được $7.500 (tương đương $16.114 vào năm 2022).
Eric Ostermeier, một nhà nghiên cứu tại Trường Công vụ Humphrey, đã ghi lại 70 trường hợp Bush đề cập đến việc ông ghét loại rau này trong nhiệm kỳ tổng thống của mình. So sánh với Ronald Reagan chỉ đề cập đến bông cải xanh một lần, Clinton làm như vậy một lần (do nhắc đến George H.W. Bush) và George W. Bush thì là tám lần (hầu hết nói đến việc cha ông ghét loại rau này).
Tháng 5 năm 1991, tình trạng tuyến giáp của Bush được chẩn đoán là bệnh Graves. Nó khiến nhiều người Mỹ viết thư cho Bush, nhấn mạnh rằng ông nên ăn nhiều bông cải xanh hơn vì nó có lợi cho sức khỏe.
Những chỉ trích của Bush về bông cải xanh, cùng với sự việc ông nôn mửa vào thủ tướng Nhật Bản, Miyazawa Kiichi, được coi là những ví dụ về thói hớ hênh chính trị của Bush.

## Tác động về sau
| George Bush   | Twitter |
| @GeorgeHWBush |         |

Proud of young Cooper's interest in healthy eating. His declared love of broccoli is genuine, if also unpersuasive.
Tự hào về sở thích ăn uống lành mạnh của cậu bé Cooper. Tình yêu công khai của cậu đối với bông cải xanh là rất chân thành, nhưng cũng không thuyết phục.

Hình ảnh lá thư của Cooper
25 Tháng 6, 2016
Hillary Clinton và Tipper Gore, vợ của các ứng cử viên Đảng Dân chủ cho chức tổng thống và phó tổng thống Bill Clinton và Al Gore, đã cầm một tấm biển có nội dung: "Hãy đưa bông cải xanh trở lại Nhà Trắng!" Năm 2001, con trai của Bush và cũng là tổng thống thứ 43 George W. Bush đã nhận được sự chú ý xôn xao của giới truyền thông sau khi ông thể hiện cử chỉ ngón cái hướng xuống với bông cải xanh trong chuyến thăm cấp nhà nước tới México; trong khi Tổng thống México Vicente Fox vốn là một người đam mê trồng bông cải xanh.
Tại một sự kiện chống béo phì dành cho trẻ em năm 2013, Barack Obama, tổng thống thứ 44, tuyên bố món ăn yêu thích của ông là bông cải xanh.
Sau khi rời khỏi cương vị, Bush thỉnh thoảng nhắc đến việc ông không thích bông cải xanh.
George W. Bush đã nhắc đến việc cha ông không thích bông cải xanh trong bài điếu văn tại tang lễ năm 2018 của ông.